# استفانی ماونگا
استفانی ماونگا (انگلیسی: Stephanie Mavunga؛ زادهٔ ۲۴ فوریهٔ ۱۹۹۵) بازیکن بسکتبال اهل ایالات متحده آمریکا است.
وی در مسابقات کشوری و بین‌المللی در مجموع برندهٔ ۱ مدال نقره شده‌است.